# 303e division d'aviation mixte
La 303e division d'aviation mixte « Smolensk », Drapeau rouge, Ordre de Souvorov est une unité militaire de l'aviation de chasse des forces armées de l'URSS qui a notamment participé à la Seconde Guerre mondiale sur le front de l'Est ou la guerre de Corée. Aujourd'hui l'unité fait partie des forces aérospatiales de la fédération de Russie. 